# Bitva u mysu Bon
Bitva u mysu Bon byla jednou z námořních bitev druhé světové války ve Středozemním moři mezi italským loďstvem a Royal Navy. Uskutečnila se v noci na 13. prosince 1941 u pobřeží Tuniska.
Na počátku prosince 1941 zásobovací situace německo–italské armády začala dosahovat krize. Britské lodě, ponorky a letadla narušovaly námořní komunikace do té míry, že se Italové téměř neodvažovali vysílat konvoje pomalých nákladních lodí. Rozhodli se tedy vyzkoušet přepravu pomocí válečných lodí.
Večer 12. prosince 1941 vypluly z Palerma pod velením viceadmirála Antonia Toscana lehké křižníky Alberto di Giussano a Alberico da Barbiano a torpédovka Cigno. Na každém z lehkých křižníků bylo 200 tun benzínu v sudech. Toto množství stačilo na dva dny operací pro Rommelovy tanky.
Díky informacím z Ultra se Royal Navy podařilo proti těmto lodím nasměrovat skupinu torpédoborců pod velením fregatního kapitána G. H. Stokese, které pluly na Maltu. Skupinu tvořily torpédoborce HMS Sikh, HMS Maori, HMS Legion a nizozemský Hr. Ms. Isaac Sweers. Obě skupiny se střetly v 3:25. Spojenecké torpédoborce, které měly výhodu radaru potopily oba italské lehké křižníky. Torpédovka Cigno zachránila okolo 500 námořníků, ale přes 900 mužů, včetně admirála Toscana se potopilo spolu s křižníky. Žádný benzín nebyl opět přepraven.